# Asesinato de Edmundo Pérez Zujovic
El asesinato del exministro del Interior y exvicepresidente de la República de Chile, Edmundo Pérez Zujovic, se produjo en la mañana del 8 de junio de 1971 cuando fue atacado a balazos por la denominada Vanguardia Organizada del Pueblo mientras se desplazaba en su vehículo.

## Antecedentes
La mañana del 9 de marzo de 1969 un piquete de carabineros procedió al desalojo de una toma ubicada en sector de pampa Irigoin, ubicado en la ciudad de Puerto Montt, resultando con nueve personas fallecidas. Los sucesos, conocidos como la masacre de Puerto Montt, significaron un fuerte golpe para el gobierno democratacristiano de Eduardo Frei Montalva, siendo cuestionado incluso por la propia juventud de su partido. A pesar de que la orden de desalojo provino del intendente de la provincia de Llanquihue, Jorge Pérez, el ministro del Interior, Edmundo Pérez Zujovic, se adjudicó la responsabilidad de los hechos, recibiendo fuertes críticas por parte de sectores de izquierda. Incluso el cantautor Víctor Jara interpeló al ministro en su canción Preguntas por Puerto Montt, en la cual aborda los sangrientos hechos de aquella ciudad:

“Usted debe responder

Señor Pérez Zujovic:
¿Por qué al pueblo indefenso
Contestaron con fusil?
Señor Pérez su conciencia
La enterró en un ataúd
Y no limpiarán sus manos
Ni toda la lluvia del sur

Ni toda la lluvia del sur”

Víctor Jara, Preguntas por Puerto Montt.

El 12 de junio de 1969, la Cámara de Diputados votó la destitución de Pérez Zujovic por «infracción de la Constitución, abuso de poder y atropellamiento de las leyes». A pesar de que fue rechazada por 78 votos a en contra, 54 a favor y tres abstenciones, el ministro del Interior presentó su renuncia al Presidente Frei semanas después, saliendo del gabinete el 9 de julio.

## Atentado
Alejado de la vida pública, aproximadamente a las 10:50 de la mañana del 8 de junio de 1971, Pérez Zujovic circulaba en compañía de su hija María Angélica por calle Hernando de Aguirre, casi esquina Carlos Antúnez, comuna de Providencia, cuando fue interceptado por otro automóvil del cual descendieron tres individuos, procediendo a romper el vidrio lateral del conductor para acribillar al exministro con ráfagas de ametralladoras. A pesar de que inmediatamente una patrulla de Carabineros se hizo presente en el lugar permitiendo su rápido traslado al Hospital Militar, se constató su muerte antes de arribar a dicho recinto.

## Reacciones
Inmediatamente conocido el trágico hecho, el presidente Salvador Allende se dirigió al país, donde, además de referirse al hecho como «una provocación destinada a alterar la marcha institucional del país», decretó Zona de Emergencia y toque de queda en la Provincia de Santiago, designándose como Jefe de Zona al general Augusto Pinochet. La totalidad de las fuerzas políticas condenaron el ataque, incluidos movimientos de corte revolucionario como el MIR. El PDC, en tanto responsabilizó al gobierno por el clima de violencia persistente en el país, así como también a sectores del oficialismo por la "campaña de calumnias" en contra del exministro a raíz de los hechos de Puerto Montt, exigiendo al Ejecutivo la inmediata disolución de grupos armados.
Por su parte, el movimiento de extrema izquierda, Vanguardia Organizada del Pueblo, emitió un comunicado en el que reivindicaron el atentado, refiriéndose a éste como «ajusticiamiento revolucionario a un masacrador» , además de señalar al Gobierno de la Unidad Popular como «burgueses opresores de revolucionarios».

## Funerales
El cuerpo de Pérez Zujovic permaneció ese mismo 8 de junio en la Parroquia del Sagrado Corazón, Providencia, hasta las 10:30 de la mañana del día siguiente cuando fue trasladado a la Catedral Metropolitana, realizándose un oficio religioso a cargo del Arzobispo de Santiago, Raúl Silva Henríquez, al cual asistió una delegación del gobierno encabezada por el ministro de Defensa Alejandro Ríos, además de representantes del poder Judicial y de las Fuerzas Armadas. En tanto, una gran cantidad de personas se acercó al féretro para brindarle el último adiós, el cual fue custodiado tanto por efectivos del Ejército como por militantes de la Democracia Cristiana. En la tarde de ese 9 de junio, los restos del exministro fueron llevados hasta el Cementerio General, donde asistieron figuras como el expresidente Gabriel González Videla.

## Perpetradores

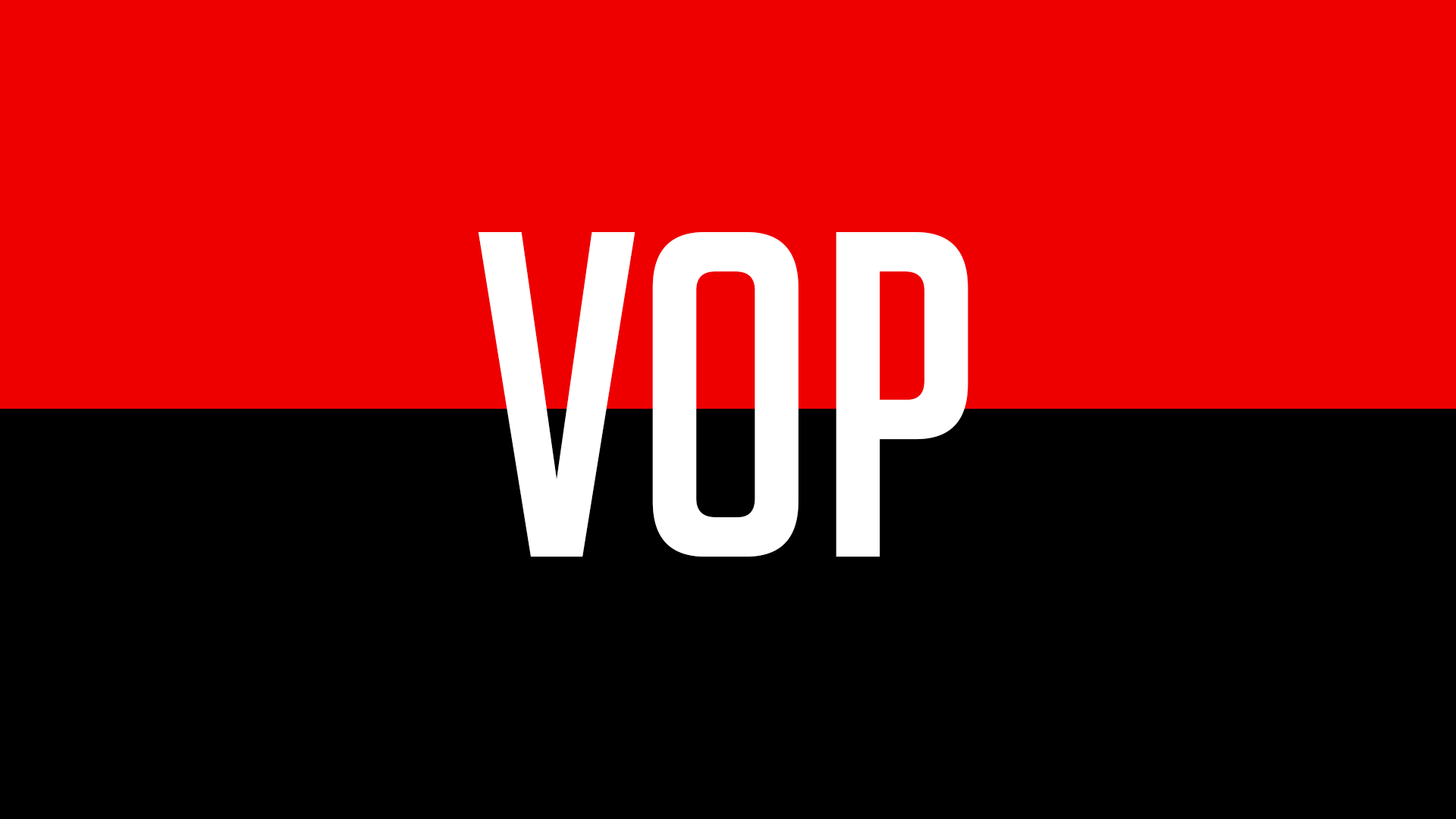
Emblema de la Vanguardia Organizada del Pueblo.

Tras el atentado, las policías iniciaron una feroz persecución contra los responsables, identificándose ese mismo día a Ronald Rivera Calderón como uno de los autores, siendo éste líder de la Vanguardia Organizada del Pueblo. Tras múltiples allanamientos por parte de efectivos de la PDI, Carabineros y algunas unidades del Ejército en distintas poblaciones de la capital, así como también en Arica y Antofagasta, el 12 de junio lograron dar con el paradero de los responsables en calle Coronel Alvarado, sector de Vivaceta e Hipódromo Chile, iniciándose tiroteo de más de cinco horas en el que participaron más de un centenar de carabineros, doscientos detectives más efectivos del Regimiento Buin, culminando con Ronald Rivera Abatido y con el suicidio de su hermano Arturo.